# 愛知県畜産総合センター
愛知県畜産総合センター（あいちけんちくさんそうごうセンター）は、愛知県岡崎市丸山町に位置する愛知県の畜産試験場。牧場が豊田市に2箇所、北設楽郡豊根村に1箇所あり、種鶏場が小牧市に1箇所ある。

## 沿革
1923年（大正12年）、岡崎市美合町の農商務省愛知種馬所の用地の交付を受けて「愛知県種畜牧場」として発足した。慢性の農業不況の中で農産物残菜の利用更生、肥料の飼料化、自給飼料の栽培、有畜農業の普及徹底を測る研究実践機関として作られた。
1924年（大正13年）には実習生制度が導入。この制度は県内の農業従事者の子弟を対象に起居・寝食をともにする集団指導を行うもので、期間は1年間、研修者には月額15円以下の手当が支給された。
1931年（昭和6年）に県下の実習生や講習会修了者千数百名が「追進会」を結成し、山崎延吉を総裁として郡市町村にいたるまで組織作りを行い、折からの農業恐慌に対応しようとした。1934年（昭和9年）に始まる農山漁村経済更生運動推進のための農村青年の教育実践の場ともなり、名称も「愛知県追進農場」に変更された。
1937年（昭和12年）、満州農業移民仮採用者の国内基本訓練を開始。1943年（昭和18年）までに満州移民・満蒙開拓青少年義勇軍・大陸花嫁など約200名を教育し大陸に送り出した。
1949年（昭和24年）、種畜場の機能が市内丸山町に移転。美合町に残った施設はのちに愛知県立農業大学校となった。1970年（昭和45年）、「愛知県種畜センター」と改称。
1991年（平成3年）4月、岡崎市の愛知県種畜センターと、三河高原牧場、段戸山牧場、茶臼山牧野（現・茶臼山高原牧場）、愛知県種鶏場は組織統合され「愛知県畜産総合センター」となった。再オープンを記念して、同年6月8日、9日に「愛知県畜産フェスタ」が開催された。近年、同イベントは毎年10月に開催されている。2017年（平成29年）の開催日は10月14日。

## 組織
前述のとおり岡崎市以外にも多くの施設・農場を有する。
愛知県畜産総合センター 三河高原牧場
- 住所：豊田市東大林町半の木3-39（北緯35度4分34.1秒 東経137度22分30.5秒 / 北緯35.076139度 東経137.375139度）
- 県内の農家に繁殖素牛や受精卵を供給するため、優良な繁殖素牛の生産・育成を行う。牧場面積は約25.8ヘクタール[8]。

愛知県畜産総合センター 段戸山牧場
- 住所：豊田市小田木町タカドヤ1-2（北緯35度10分21.8秒 東経137度28分7.8秒 / 北緯35.172722度 東経137.468833度）
- 県内酪農家から農家の改良基礎牛となる優良な子牛を60日齢前後で購入し、6か月育成及び21か月育成（初妊牛育成）を行い、酪農家へ譲渡する[9]。牧場面積は161.7ヘクタール[10]。

愛知県畜産総合センター 茶臼山高原牧場
- 住所：北設楽郡豊根村大字坂宇場字御所平70-178（北緯35度13分28.7秒 東経137度39分39.8秒 / 北緯35.224639度 東経137.661056度）
- 段戸山牧場の牛の夏期の放牧のための施設。牧場面積は58.6ヘクタール[10]。

愛知県畜産総合センター種鶏場
- 住所：小牧市大字大草字年上坂5818-1
- 名古屋コーチンの種鶏を供給する全国唯一の増殖機関である。名古屋市農業センターや愛知県内の民間ふ化業者と連携を図り、生産者に名古屋コーチン、アローカナ、烏骨鶏などの優良なひなを供給している[11]。
- 2023年（令和5年）3月22日に安城市から小牧市に移転した[12]。総事業費は数十億円規模。飼育環境を改善して産卵率を上げ、増産を目指す[13]。

## ギャラリー
- 愛知県畜産総合センター（岡崎市丸山町）
- 愛知県畜産総合センター（岡崎市丸山町）
- 愛知県畜産総合センター（岡崎市丸山町）
- 旧愛知県畜産総合センター種鶏場（安城市篠目町）